# Cephalozia pachygyna
Cephalozia pachygyna är en bladmossart som beskrevs av Rudolf Mathias Schuster och J.J.Engel. Cephalozia pachygyna ingår i släktet trådmossor, och familjen Cephaloziaceae. Inga underarter finns listade i Catalogue of Life.